# I'm Eighteen
I'm Eighteen é uma canção lançada por Alice Cooper em 1970, no álbum Love It to Death, sendo o primeiro grande sucesso do cantor ao atingir a vigésima primeira posição na Billboard Hot 100. O single chamado "Eighteen" foi lançado em novembro de 1970, três meses antes do lançamento do álbum.

## Conquistas
Rolling Stone incluiu a canção em sua lista das "500 melhores canções de todos os tempos e citou: "Antes de "I'm Eighteen", Cooper era só mais uma excêntrica banda de hair rock. Mas este proto-punk quebrou a idade definida quando, nas palavras de Cooper, você é 'velho o bastante para trabalhar mas não o suficiente para votar.' Anos depois, Johnny Rotten cantou esta canção em uma audição ao Sex Pistols; depois disto Cooper foi um convidado no The Muppet Show."
Foi escolhida pelo Rock and Roll Hall of Fame como uma das 500 Canções que Moldaram o Rock and Roll. A canção atingiu #39 nas 40 Melhores Canções de Metal do VH1.

## Covers

### Anthrax
A banda de thrash metal Anthrax regravou a canção que foi lançada no álbum Fistful of Metal em 1984. A versão da banda é mais rápida que a versão de Alice Cooper e não há o uso da harmônica. A banda demorou dois dias para gravar a canção graças ao baixista Dan Lilker, que era muito preguiçoso e amador. Por causa disto o baixista foi expulso da banda e foi substituído por Frank Bello, que era sobrinho do baterista Charlie Benante.

### Outras versões
A canção foi regravada pela banda de pós-grunge Creed na trilha sonora do filme The Faculty, de 1988. A canção também foi regravada por Camp Freddy, com Slash do Guns N' Roses na guitarra e Chester Bennington do Linkin Park nos vocais.